# 圣安娜 (巴伊亚州)
圣安娜（葡萄牙語：Santana）是巴西巴伊亚州的一个市镇。总面积1999.407平方公里，总人口25450人，人口密度12.7人/平方公里。